# ベアトリーチェ・デステ

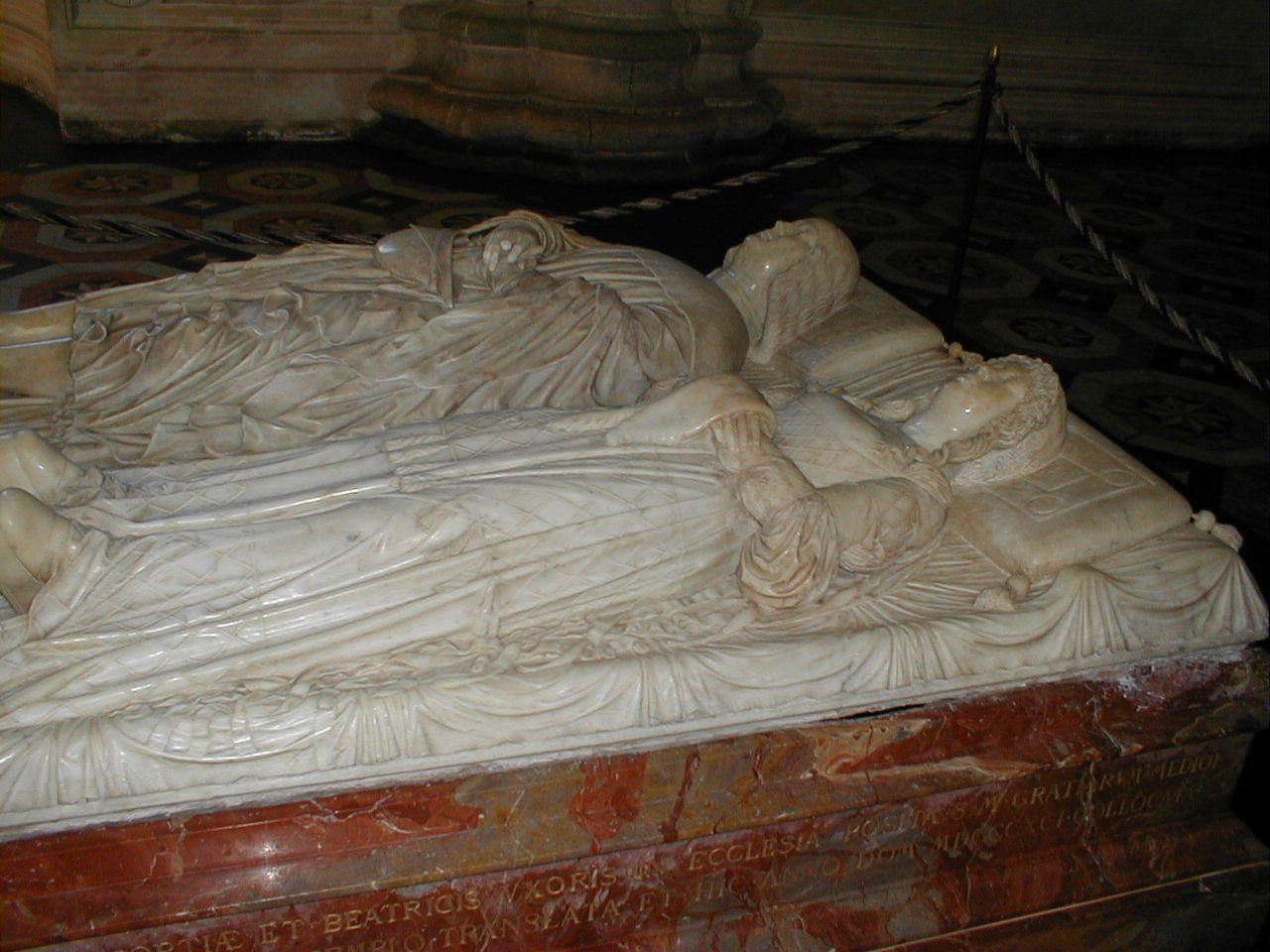
ベアトリーチェとルドヴィーコの慰霊碑

ベアトリーチェ・デステ（Beatrice d'Este, 1475年6月29日 - 1497年1月2日）は、ミラノ公ルドヴィーコ・スフォルツァの妃。イタリア・ルネッサンス期を代表する女性として知られている。フェッラーラ公エルコレ1世・デステの娘で、イザベラ・デステの妹、アルフォンソ・デステの姉にあたる。

## 生涯
15歳で、バーリ公ルドヴィーコ・スフォルツァと婚約し、1491年1月に結婚した（ベアトリーチェとルドヴィーコの結婚と同時に、ベアトリーチェの弟アルフォンソとルドヴィーコの姪のアンナ・マリーア・スフォルツァ（ミラノ公ジャン・ガレアッツォ・スフォルツァの妹）との結婚式も行われた）。
彼女はきちんとした教育を受け、ニッコロ・ダ・ゴッレジョ、ベルナルド・カスティリョーネ、ドナト・ブラマンテ、レオナルド・ダ・ヴィンチ、ジョヴァンニ・アントニオ・アマデーオといった学者・詩人・芸術家らを要するきらびやかな宮廷の中にいた。ダ・ヴィンチは結婚の祝いとして、彼女の肖像画を贈っている。
1492年には、夫のため大使としてヴェネツィアへ赴いた。ジャン・ガレアッツォ・スフォルツァが死ぬと、ルドヴィーコの公位継承をめぐりフォルノヴォの戦い（1495年）が起こるが、フランス王シャルル8世と公の間にヴェルチェッリの和議が結ばれ、ベアトリーチェはこの出来事に貢献して政治的な才能を見せた。
1497年1月、第3子となる三男を死産したのち、死去した。

## 子女
- マッシミリアーノ（1493年 - 1530年） - ミラノ公（在位：1512年 - 1515年）
- フランチェスコ2世（1495年 - 1535年） - ミラノ公（在位：1521年 - 1535年）